# Siedlungsgenossenschaft Ennstal
Die Gemeinnützige Wohn- und Siedlungsgenossenschaft Ennstal reg. Gen.m.b.H. ist ein österreichisches Wohnbauunternehmen mit Sitz in Liezen (Steiermark). Sie zählt zu den größten gemeinnützigen Bauträgern des Landes und ist Teil der Wohnbaugruppe ENNSTAL.

## Geschichte
Die Genossenschaft wurde am 29. April 1947 gegründet, um der Wohnungsnot nach dem Zweiten Weltkrieg zu begegnen. Initiator war Hans Hennelotter, damaliger Direktor der Hütte Liezen GmbH. Zu den Gründungsmitgliedern zählten unter anderem Bürgermeister Franz Wimmler und Buchführer Erich Schack. Die Stadtgemeinde Liezen unterstützte die Genossenschaft durch den Erwerb von Anteilsscheinen und die Entsendung eines Vertreters in den Vorstand.

## Organisation und Standorte
Die Genossenschaft ist Teil der Wohnbaugruppe ENNSTAL, zu der mehrere Gesellschaften gehören. Neben dem Hauptsitz in Liezen bestehen Niederlassungen in Graz, Weiz, Klagenfurt und Ranshofen. Die Ennstal verwaltet rund 31.000 Einheiten (Stand 2024) – darunter Wohnungen, Geschäftslokale, Amtsgebäude, Ordinationen und Garagen – in über 160 Gemeinden.

## Tätigkeitsbereiche
Die Ennstal errichtet und verwaltet Wohnbauten in verschiedenen Rechtsformen (Eigentum, Miete, Mietkauf) sowie kommunale Gebäude wie Kindergärten, Pflegeheime und Polizeistationen. Besonderer Fokus liegt auf energieeffizientem und nachhaltigem Bauen. Die Genossenschaft ist klimaaktiv-Partner und betreibt eine eigene Abteilung für Energieoptimierung.

## Aktuelle Projekte (Auswahl)
- Geförderte Wohnungen in Tillmitsch in ökologischer Bauweise[3]
- 32 Wohneinheiten in St. Stefan ob Stainz mit Biomasse-Fernwärme[4]
- Drei Wohnprojekte in Turnau mit einem Investitionsvolumen von ca. 5,5 Mio. Euro[5]
- Barrierefreies Wohnprojekt in Kammern im Liesingtal[6]

## Auszeichnungen
Das Unternehmen wurde mehrfach für Projekte im Bereich des nachhaltigen, sozialen und innovativen Bauens ausgezeichnet. Eine Auswahl:
- Architekturpreis des Landes Steiermark (u. a. 2016 für ein Pflegewohnheim in Graz; 2023 Anerkennung für ein Ortszentrum im Mürztal)
- Steirischer Holzbaupreis (diverse Prämierungen, etwa für Wohnbauten in Graz, Leoben und der Obersteiermark in den Jahren 1999–2021)
- Gerambrose für gutes Bauen in der Steiermark (mehrfach ausgezeichnet, z. B. 1997, 2014, 2018)
- klimaaktiv (mehrere Gebäude mit Gold- und Bronze-Status, u. a. Projekte in Kapfenberg, Graz und Leoben)
- Europäischer Solarpreis (2016 und 2019, u. a. für innovative Sanierungen und Studierendenwohnheime)
- Österreichischer Bauherrenpreis (Nominierungen in den Jahren 2015 und 2016)
- Weitere Anerkennungen u. a. durch den Kärntner Holzbaupreis, den BigSEE Wood Design Award, den Bau.Genial Preis sowie nationale Nachhaltigkeitspreise

## Vorstand
Der Vorstand der Wohnbaugruppe ENNSTAL besteht aktuell aus:
- VDir. Ing. Wolfram Sacherer – Vorstandsobmann
- VDir. Mag. Alexander Reiter – stellvertretender Vorstandsobmann
- VDir. Mag. Alexander Daum – Vorstandsmitglied

Der Vorstand ist für die strategische und operative Leitung des Unternehmens verantwortlich. Die Ressorts umfassen unter anderem Technik, Bau, Finanzen, Recht und IT.